# Ato Branco (balé)

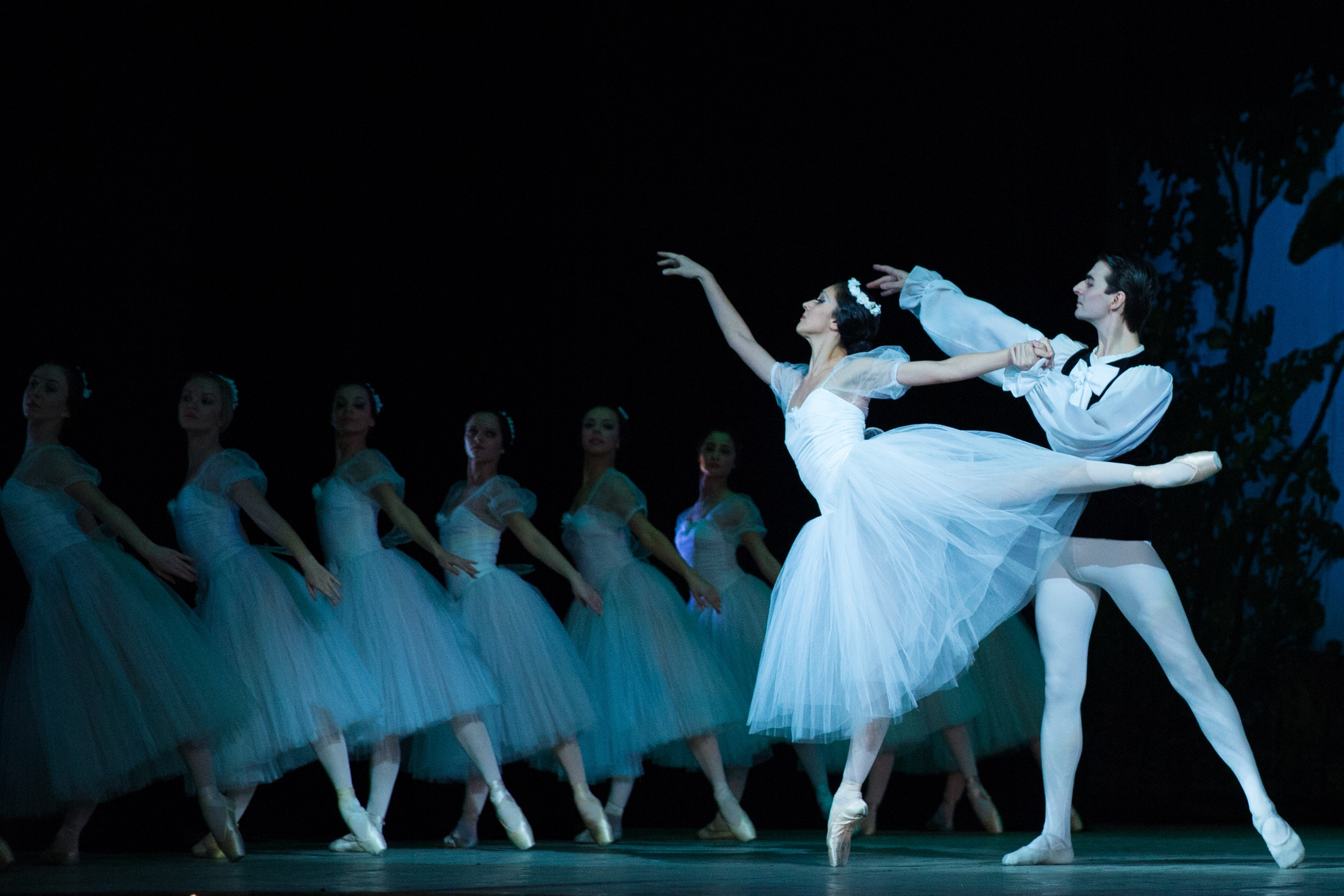
Cenas de Les Sylphides

O ato branco (em italiano ballet blanc, em francês balletto bianco) é o termo que indica a seção do balé com característica do Romantismo, em que dominam personagens fantásticos e etéreos, representados em trajes por vestidos de tarlatana ou tule branco, ou tutu. O ato branco aparece na primeira metade do século XIX, começando com La Sylphide (1832), balé de Filippo Taglioni. A floresta encantada e as criaturas irreais, os seres elementares sílfides, envoltas em tutus brancos, dominam todo o segundo ato.
O ato branco com passos leves, os extraordinários aplombs, os braços suaves e o estudo dos port-de-bras (em português transporte dos braços, série de movimentos suaves com os braços) - muito importantes no estilo romântico - são meios decorativos e expressivos utilizados como expedientes para tornar os personagens destes balés semelhantes as criaturas diáfanas e imateriais. Giselle de Jean Coralli e Jules Perrot (1841) é outro balé com "ato branco", mas dominado pelos Willis. Na segunda metade do século XIX, O Lago dos Cisnes musicado por Pëtr Il'ič Čajkovskij e coreografado por Marius Petipa e Lev Ivanov (1895), contém dois "atos brancos" (o segundo e o quarto) que representam o lago encantado onde habitam as donzelas transformadas em cisnes pelo cruel mago Rothbart.